# Abandon All Ships
Abandon All Ships é uma banda canadense de electronicore formada em 2006 na cidade de Toronto, Ontário. A banda lançou o EP homônimo independente em 2009 e três álbuns de estúdio, Geeving em 2010, Infamous em 2012 e Malocchio em 2014. Em 2016, anunciou seu retorno às atividades para shows comemorativo do aniversário de Geeving, numa formação que inclui Daniel e Andrew Paiano, que haviam deixado o grupo anos antes do seu fim em 2014.

## Integrantes
- Angelo Aita – vocal (2006-2014; 2016-atualmente)
- Martin Broda – vocal e baixo (2009-2014; 2016-atualmente), bateria (2006–2009)
- Daniel Ciccotelli – guitarra, vocal de apoio (2011-2013; 2016-atualmente)
- Andrew Paiano – guitarra (2008–2011; 2016-atualmente)
- Sebastian Cassisi-Nunez – sintetizador, teclado (2006-2014; 2016-atualmente)
- Daniel Paiano – bateria (2009–2011; 2016-atualmente)

Ex-integrantes
- Kyler Browne - guitarra (2009–2011, 2013–2014)
- Melvin Murray - bateria (2013-2014)
- Chris Taylor – bateria (2011-2012)
- Francesco Pallotta – baixo (2006-2009)
- Nick Fiorini – baixo (2009)
- David Stephens – guitarra, vocal de apoio (2006-2009)

## Discografia
Álbuns de estúdio
| Ano  | Álbum | Chart positions | Chart positions | Chart positions |
| Ano  | Álbum | CAN             | US 200          | US Heat         |
| ---- | --- | --------------- | --------------- | --------------- |
| 2010 | Geeving - Lançado em: 5 de outubro de 2010 - Gravadora: Universal Music Canada - Formato: CD, download digital      | 27              | —               | 16              |
| 2012 | Infamous - Lançado em: 3 de julho de 2012 - Gravadora: Universal Music Canada - Formato: CD, download digital       | 54              | 142             | 3               |

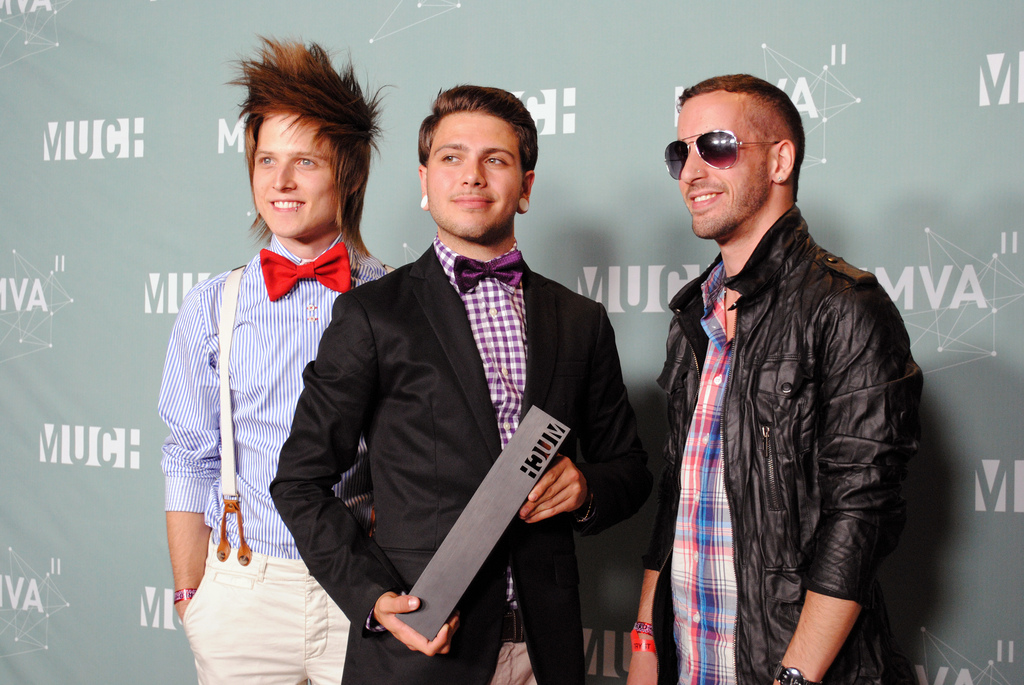
Martin Broda, Angelo Aita e Daniel Ciccotelli na cerimônia do MuchMusic Video Awards de 2011.

| 2014 | Malocchio - lançado em: 11 de fevereiro de 2014 - Gravadora: Universal Music Canada - Formato: CD, download digital |                 |                 |                 |

EPs
| Ano  | Album details                                                                               |
| ---- | ------------------------------------------------------------------------------------------- |
| 2009 | Abandon All Ships - Lançado em: 19 de julho de 2009 - Gravadora: Independente - Formato: CD |

## Videografia
- "Take One Last Breath" (2010)
- "Megawacko 2.1" (2010)
- "Geeving" (2011)
- "Infamous" (2012)
- "August" (2012)
- "Less Than Love" (2013)
- "Trapped" (2014)
- "Loafting" (2016)